# Mercuralia
Mercuralia est une célébration romaine connue également sous le nom de "Fêtes de Mercure". Mercure (homologue grec: Hermès) était le dieu des marchands et du commerce. Le 15 mai, les marchands aspergeaient leurs têtes, leurs navires, leurs marchandises et leurs commerces d'eau prélevée dans le puits de Porta Capena. Un important marché se tenait à Rome entre les Parilia, le 21 avril, et Mercuralia.